# Valeriana barbareifolia
Valeriana barbareifolia là một loài thực vật có hoa trong họ Kim ngân. Loài này được M. Martens & Galeotti miêu tả khoa học đầu tiên năm 1844.